# 上富田スポーツセンター野球場
上富田スポーツセンター野球場（かみとんだスポーツセンターやきゅうじょう）は、和歌山県西牟婁郡上富田町の上富田スポーツセンターにある野球場。
関西独立リーグの和歌山ファイティングバーズ→和歌山ウェイブスの公式戦や、毎年1回ウエスタン・リーグの阪神タイガースの主催試合に使用されている。
和歌山の試合数は、発足した2017年は1試合であったが、2018年には4試合になり、2019年は12試合と開催球場では最も多くなった（過去2年は田辺スポーツパーク野球場が最多）。2022年は再び最多の16試合を実施し、球団名が「和歌山ウェイブス」に変わった2023年以後も同様である。

## 施設概要
- 面積：18,406㎡
- 内野：黒土 外野：天然芝
- 両翼：98m 中堅：122m
- 収容人員：約4,000人
- 照明：なし
- スコアボード：手書式

## 交通アクセス
- 紀勢自動車道・上富田ICから車で約5分
- 紀勢本線（きのくに線）紀伊田辺駅から車で約15分
- 紀勢本線（きのくに線）朝来駅から車で約5分